# Àcid tribàsic
Un àcid tribàsic és un àcid que té tres ions hidrogen per donar a una base química en una reacció àcid-base. Per tant, una molècula tribàsica té tres àtoms d'hidrogen reemplaçables.
L'àcid fosfòric (H₃PO₄) i l'àcid cítric són exemples d'àcids tribàsics.